# کامالا (کشتی‌گیر)
کامالا (انگلیسی: Kamala; ۲۸ مهٔ ۱۹۵۰ – ۹ اوت ۲۰۲۰) کشتی‌گیر کشتی حرفه‌ای، و کشتی‌گیر کشتی حرفه‌ای، اهل ایالات متحده آمریکا بود.